# 野鯒
野鯒，又稱野牛尾魚，為輻鰭魚綱鮋形目牛尾魚亞目牛尾魚科的其中一種，分布於澳洲南部海域，屬底棲性魚類，棲息深度70-490公尺，體長可達70公分，生活在大陸棚及大陸坡，屬肉食性，以魚類、甲殼類、頭足類為食，可做為食用魚。

## 擴展閱讀
維基物種上的相關：野鯒